# Hédervári Mihály
Hédervári Mihály (14. század közepe – 1402. szeptember) római katolikus püspök.

## Élete
A Hédervári nemzetségből származott. A nyitrai püspöki székből 1399 elején helyezték át a Veszprémi Püspökség élére.
A pápától búcsúkat, és felhatalmazást kapott, hogy a tűzvészben elpusztult, de újból felépített székesegyházat fölszentelhesse.
Utoljára 1402. szeptember 22-én kelt királyi oklevelekben találkozunk nevével.